# 데이라이트 (가수)
데이라이트(영어: Daylight, 본명: 강연경, 1982년 3월 22일 ~ )는 대한민국의 여자 모던 록 가수이다. 1999년부터 주로 연극배우로서 활동하다가, 2001년에 가수가 되기로 결심해 2004년 3월 첫 정규 음반 《First Album》을 발매하며 데뷔했고, 같은 해 6월에는 영화 《아는 여자》의 OST에 참여했다. 또한 2008년 10월에는 이현과 함께 발표한 싱글 〈나란히 걷기〉를, 2010년 4월에는 싱글 〈남.친.소. (내 남자친구를 소개합니다)〉를, 2012년 5월에는 싱글 〈하나부터 열까지〉를, 6월에는 싱글 〈그대 내 마음에〉를 발매했다. 2006년에는 크게 히트한 가수 이루의 〈까만 안경〉에서 여성 보컬 부분 피처링을 맡아 어느 정도 알려지게 되었다. 성남시 하탑초등학교, 성남시 이매중학교, 성남시 계원예술고등학교, 동덕여자대학교 방송연예과와 고려대학교 언론대학원을 졸업 및 수료했다. 특기는 피아노, 플루트, 기타연주이다.

## 학력
- 하탑초등학교 (졸업)
- 이매중학교 (졸업)
- 계원예술고등학교 연극영화과 (졸업)
- 동덕여자대학교 방송연예학과 (졸업)
- 고려대학교 언론대학원 방송영상학과 (졸업)

## 음반 목록

### 디지털 싱글
- 〈머리를 자르고〉 (2007년 6월)
- 〈나란히 걷기 (With 이현)〉 (2008년 10월)
- 〈그놈 때문에 (With 엠씨더맥스 소식)〉 (2009년 7월)
- 〈남.친.소. (내 남자친구를 소개합니다) (With 타우) (Feat. 이상)〉(2010년 4월)
- 〈하나부터 열까지〉 (2012년 5월) (덴마크 드링킹 요구르트 광고음악)
- 〈그대 내 마음에〉 (2012년 6월)
- 〈SoSo하게〉 (2013년 7월)
- 〈I'm calling you〉 (2013년 11월)

### 정규 음반
- 1집 《First Album》 (2004년 3월)

## 대표곡
- Daylight
- 머리를 자르고
- 사랑한 적 없대요
- 아는 여자 (2004년 영화 《아는 여자》 주제곡)
- Angel Song[2]
- SoSo하게
- I'm calling you

## 사용하는 악기

### 일렉트릭 기타
- Fender USA American Standard Stratocaster 3-Color Sunburst, Rosewood (앨범재킷 사진 촬영 당시)
- PRS(Paul Reed Smith) Custom 22 Whale Blue, Rosewood (2004년 Mnet M! Countdown 출연 당시)

### 스트랩
- Fender Monogrammed Strap Red / White / Blue (앨범재킷 사진 촬영 당시)
- Levy's MPJG-Sun Strap BLU (2004년 Mnet M! Countdown 출연 당시)